# Dalesman
Dalesman is een Brits historisch merk van motorfietsen.
De bedrijfsnaam was: Dalesman Competition Products, Ashfield Works, Walkergate, Otley (West Yorkshire)
Dalesman produceerde van 1969 tot 1974 terreinmotoren, die vooral in de Verenigde Staten verkocht werden. Dalesman gebruikte voornamelijk 98cc- en 123cc-Puch- en 123cc-Sachs-tweetaktmotoren. Eind 1974 werd het bedrijf gereorganiseerd en stopte de motorfietsproductie.
Bij Dalesman werden in 1969 ook de JRD-crossmotoren gebouwd.